# VM i fodbold for kvinder 1991
Verdensmesterskabet i fodbold for kvinder 1991 var det første officielle VM for kvinder, og slutrunden blev afholdt i Kina i perioden 16. – 30. november 1991. Kampene blev spillet i Foshan, Guangzhou, Panyu, Jiangmen og Zhongshan.
De 12 deltagende nationer, der var blevet fundet ved en forudgående kvalifikationsturnering, spillede først en indledende runde med 3 grupper á 4 hold. De to bedste hold fra hver gruppe samt de to bedste treere gik videre til kvartfinalerne.
USA blev den første verdensmester efter finalesejr på 2-1 over Norge. Danmark gik videre til kvartfinalen, hvor holdet tabte til Tyskland efter forlænget spilletid.

## Indledende runde
| Gruppe A              |                       |                       |       |
| Kina - Norge          | Kina - Norge          | Kina - Norge          | 4-0   |
| Danmark - New Zealand | Danmark - New Zealand | Danmark - New Zealand | 3-0   |
| Norge - New Zealand   | Norge - New Zealand   | Norge - New Zealand   | 4-0   |
| Kina - Danmark        | Kina - Danmark        | Kina - Danmark        | 2-2   |
| Kina - New Zealand    | Kina - New Zealand    | Kina - New Zealand    | 4-1   |
| Norge - Danmark       | Norge - Danmark       | Norge - Danmark       | 2-1   |
|                       | Kampe                 | Mål                   | Point |
| Kina                  | 3                     | 10-3                  | 7     |
| Norge                 | 3                     | 6-5                   | 6     |
| Danmark               | 3                     | 6-4                   | 4     |
| New Zealand           | 3                     | 1-11                  | 0     |

| Gruppe B            |                     |                     |       |
| Japan - Brasilien   | Japan - Brasilien   | Japan - Brasilien   | 0-1   |
| Sverige - USA       | Sverige - USA       | Sverige - USA       | 2-3   |
| Japan - Sverige     | Japan - Sverige     | Japan - Sverige     | 0-8   |
| Brasilien - USA     | Brasilien - USA     | Brasilien - USA     | 0-5   |
| Japan - USA         | Japan - USA         | Japan - USA         | 0-3   |
| Brasilien - Sverige | Brasilien - Sverige | Brasilien - Sverige | 0-2   |
|                     | Kampe               | Mål                 | Point |
| USA                 | 3                   | 11-3                | 9     |
| Sverige             | 3                   | 12-3                | 6     |
| Brasilien           | 3                   | 1-7                 | 3     |
| Japan               | 3                   | 0-12                | 0     |

| Gruppe C           |                    |                    |       |
| Tyskland - Nigeria | Tyskland - Nigeria | Tyskland - Nigeria | 4-0   |
| Taiwan - Italien   | Taiwan - Italien   | Taiwan - Italien   | 0-5   |
| Italien - Nigeria  | Italien - Nigeria  | Italien - Nigeria  | 1-0   |
| Taiwan - Tyskland  | Taiwan - Tyskland  | Taiwan - Tyskland  | 0-3   |
| Taiwan - Nigeria   | Taiwan - Nigeria   | Taiwan - Nigeria   | 2-0   |
| Italien - Tyskland | Italien - Tyskland | Italien - Tyskland | 0-2   |
|                    | Kampe              | Mål                | Point |
| Tyskland           | 3                  | 9-0                | 9     |
| Italien            | 3                  | 6-2                | 6     |
| Taiwan             | 3                  | 2-8                | 3     |
| Nigeria            | 3                  | 0-7                | 0     |

## Slutspil

### Kvartfinaler
- Danmark – Tyskland 1-2 efs. (Zhongzhan Stadium, Zhongzhan)

0-1 Bettina Wiegmann (17. str.), 1-1 Susan MacKenzie (25. str.), 1-2 Heidi Mohr (98.)
- Kina – Sverige 0-1 (Tianhe Stadium, Guangzhou)

0-1 Pia Sundhage (3.)
- Norge – Italien 3-2 efs. (Jiangmen Stadium, Jiangmen)

1-0 Birthe Hegstad (22.), 1-1 Raffaella Saimaso (31.), 2-1 Agnete Carlsen (67.), 2-2 Rita Guarino (80.), 3-2 Tina Svensson (96. str.)
- USA – Taiwan 7-0 (New Plaza Stadium, Foshan)

1-0, 2-0, 3-0 Michelle Akers (8., 29., 33.), 4-0 Julie Foudy (38.), 5-0, 6-0 Michelle Akers (44. str., 48.), 7-0 Joy Biefiels (79.)

### Semifinaler
- Sverige – Norge 1-4 (Ying Dong Stadium, Panyu)

1-0 Lena Videkull (6.), 1-1 Tina Svensson (39. str.), 1-2 Linda Medalen (41.), 1-3 Agnete Carlsen (67.), 1-4 Linda Medalen (77.)
- Tyskland – USA 2-5 (Guangdong Provincial Stadium, Guangzhou)

0-1, 0-2, 0-3 Carin Jennings (10., 22., 33.), 1-3 Heidi Mohr (34.), 1-4 April Heinrichs (54.), 2-4 Bettina Wiegmann (63.), 2-5 April Heinrichs (75.)

### Bronzekamp
- Sverige – Tyskland 4-0 (Guangdong Provincial Stadium, Guangzhou)

0-1 Anneli Andelen (7.), 0-2 Pia Sundhage (11.), 0-3 Lena Videkull (29.), 0-4 Helen Nilsson (43.)

### Finale
- Norge – USA 1-2 (Tianhe Stadium, Guangzhou)

0-1 Michelle Akers (20.), 1-1 Linda Medalen (29.), 1-2 Michelle Akers (78.)
Dommer: Vadim Zhuk (Hviderusland)
63.000 tilskuere.